# Kreuzweg an der Halde Haniel

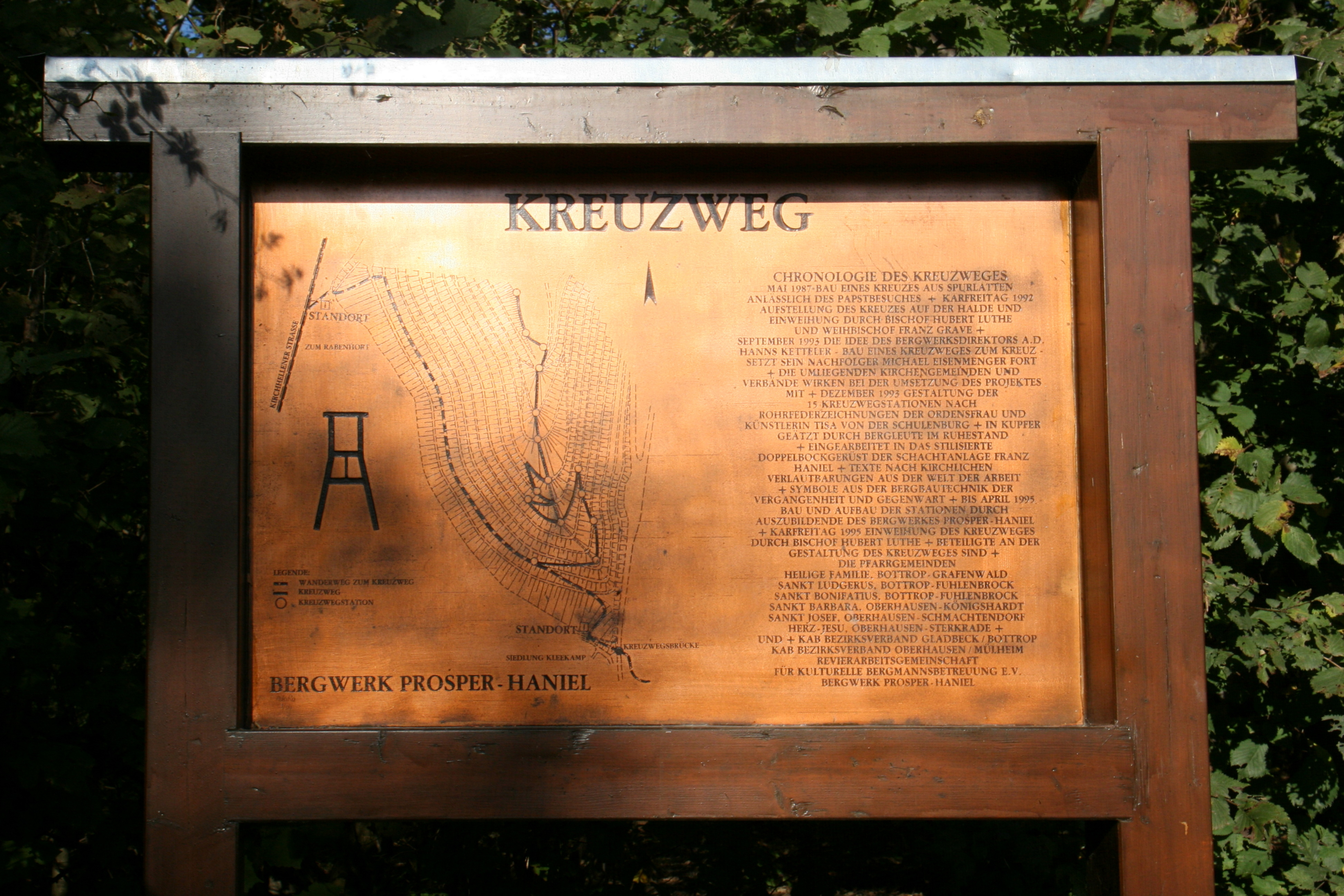
Infotafel am Haldenkreuzweg

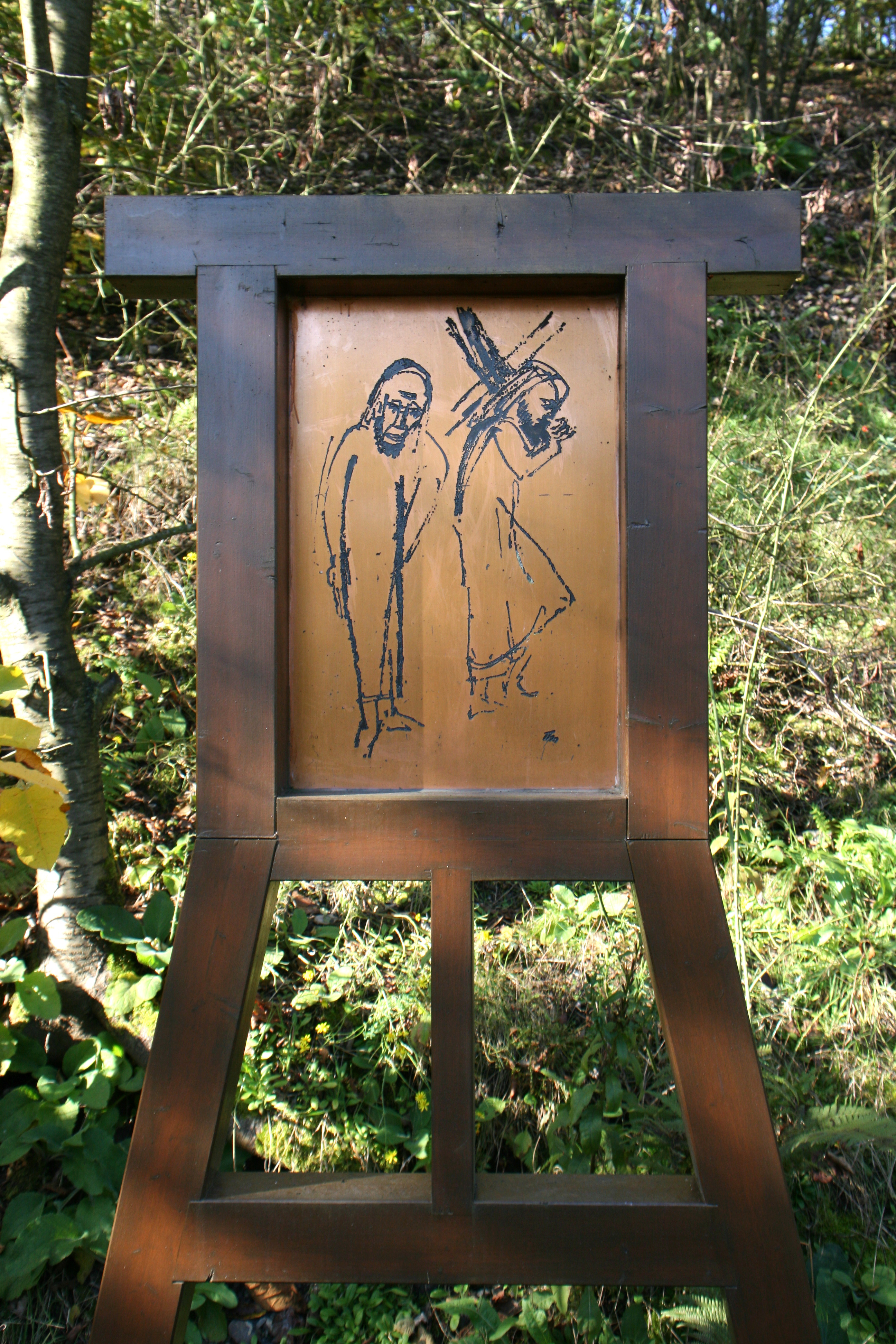
Kreuzwegstation gestaltet von Tisa von der Schulenburg

Der Kreuzweg an der Südseite der Halde Haniel führt an 15 Stationen den Berg hinauf. Diese bestehen aus Bergbaugerätschaften der Zeche Prosper-Haniel, die allegorisch den Leidensweg Christi zeigen. Tafeln mit Zitaten aus der Arbeitswelt verbinden die Bibelgeschichte mit der Moderne und zeigen die enge Beziehung zwischen Bergbau und Kirche in der Region.
Ergänzend gibt es an jeder Station eine traditionelle Darstellung der Passion auf Kupfertafeln. Gestaltet wurden sie nach Rohrfederzeichnungen der Ordensschwester und Künstlerin Tisa von der Schulenburg.
Am Karfreitag, den 14. April 1995, wurde der Kreuzweg von Bischof Hubert Luthe eingeweiht. Nach dem Ende des Bergbaus wird er seit 2018 durch den Verein Karfreitagskreuzweg auf der Halde e. V. unterhalten.

## Geschichte
Für den am 2. Mai 1987 geplanten Besuch von Papst Johannes Paul II. erfolgte der Bau eines Kreuzes aus Spurlatten durch Auszubildende des Bergwerks Prosper-Haniel. Dieses Kreuz wurde am Karfreitag 1987 durch Ruhrbischof Franz Hengsbach gesegnet und zum Papstbesuch vor dem Hauptschachtgebäude aufgestellt.
Karfreitag 1992 dann folgte Aufstellung des Kreuzes am seinerzeit höchsten Punkt der Halde Haniel und Einweihung durch den Ruhrbischof Hubert Luthe und Weihbischof Franz Grave.
Die Idee des Bergwerksdirektors a. D. Hanns Ketteler, einem bekennenden Katholiken, und seines Nachfolgers Michael Eisenmenger, einen Kreuzweg zum Haldenkreuz aufzustellen, wurde im Dezember 1993 umgesetzt. Er umfasst 15 Stationen mit in Kupfertafeln geätzten Federzeichnungen der Ordensfrau Tisa von der Schulenburg, kirchlichen Zitaten aus der Welt der Arbeit, sowie Exponaten aus der Arbeitswelt des Bergmanns.
Am Karfreitag 1995 fand die Einweihung des Kreuzweges durch Bischof Hubert Luthe statt.
Seitdem findet jedes Jahr an Karfreitag eine Prozession mit dem jeweiligen Bischof von Essen entlang des Kreuzweges mit Gottesdienst am Spurlattenkreuz statt.

## Stationen
Beschreibung der Geräte an den Stationen des Bergbaukreuzweges mit Zitaten der angebrachten Tafeln. Der Leidensweg Christi wird auch mit dem Hoffen und Bangen der Kumpel um ihre Zeche und Arbeitsplätze in Verbindung gebracht. Mit Schließung der Zeche Prosper-Haniel Ende 2018 endete jedoch die Kohleförderung im Revier.
Die kirchliche Beschreibung der Passion findet sich im Artikel  Kreuzweg.
- Karte mit allen Koordinaten:
- OSM |
- WikiMap

### I. Pilatus wäscht seine Hände – Der Teufkübel
Standort

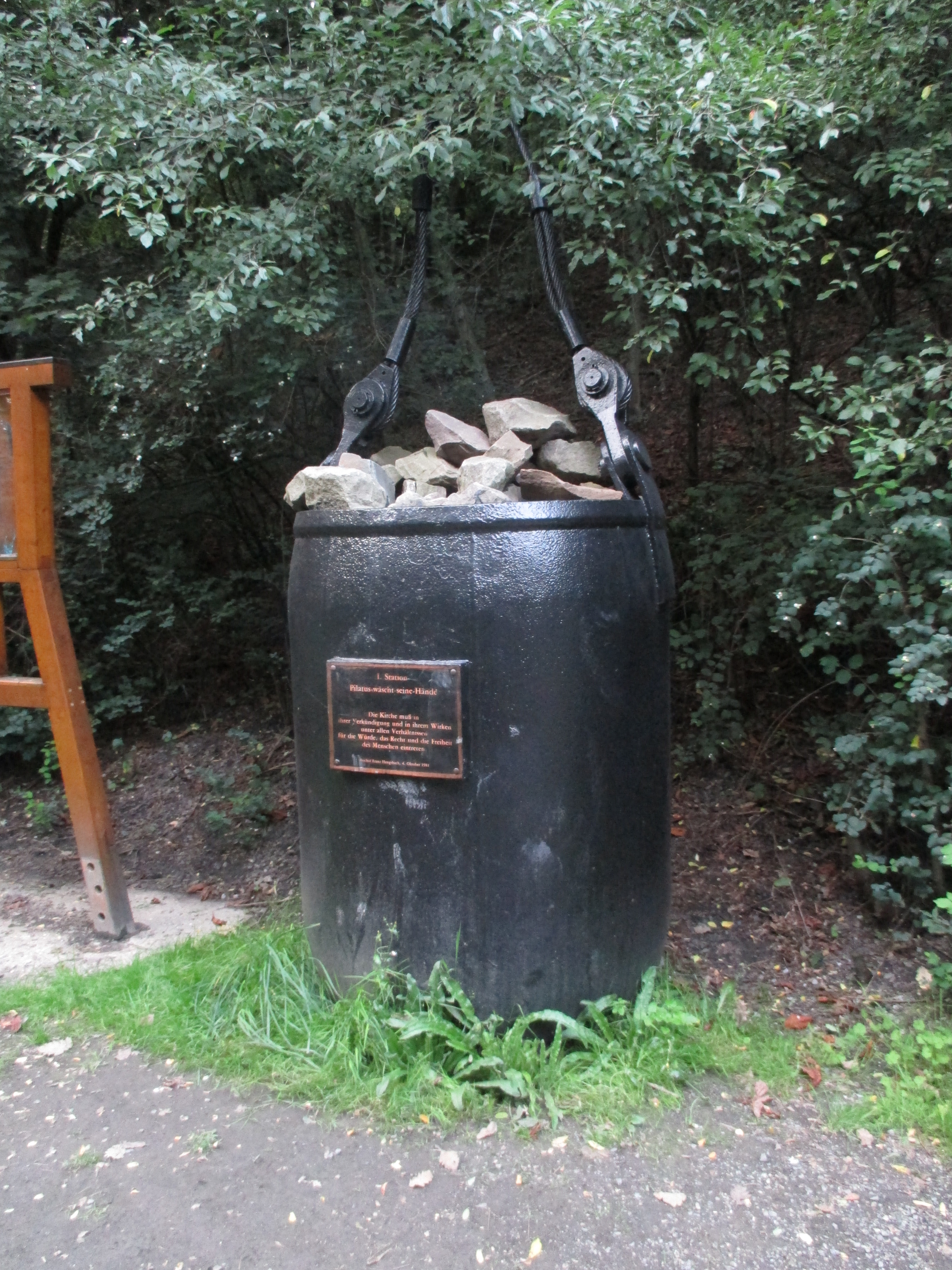
Station 1: Der Teufkübel

Ein mit Steinen gefüllter Teufkübel steht an der 1. Station des Kreuzweges. Im Bergbau nutzt man diese Gefäße um anfallendes Gestein beim Herstellen eines Schachtes (Teufen) zu heben.
Zitat:
"Die Kirche muss in ihrer Verkündigung und ihrem Wirken unter allen Verhältnissen für die Würde, das Recht und die Freiheit des Menschen eintreten".
Bischof Franz Hengsbach, 4. Oktober 1981
Aussage:
Der Anfang des gemeinsamen Weges. Mache dich am Sterben des Reviers nicht mitschuldig.

### II. Jesus nimmt sein Kreuz auf sich – Der Bergekasten
Standort

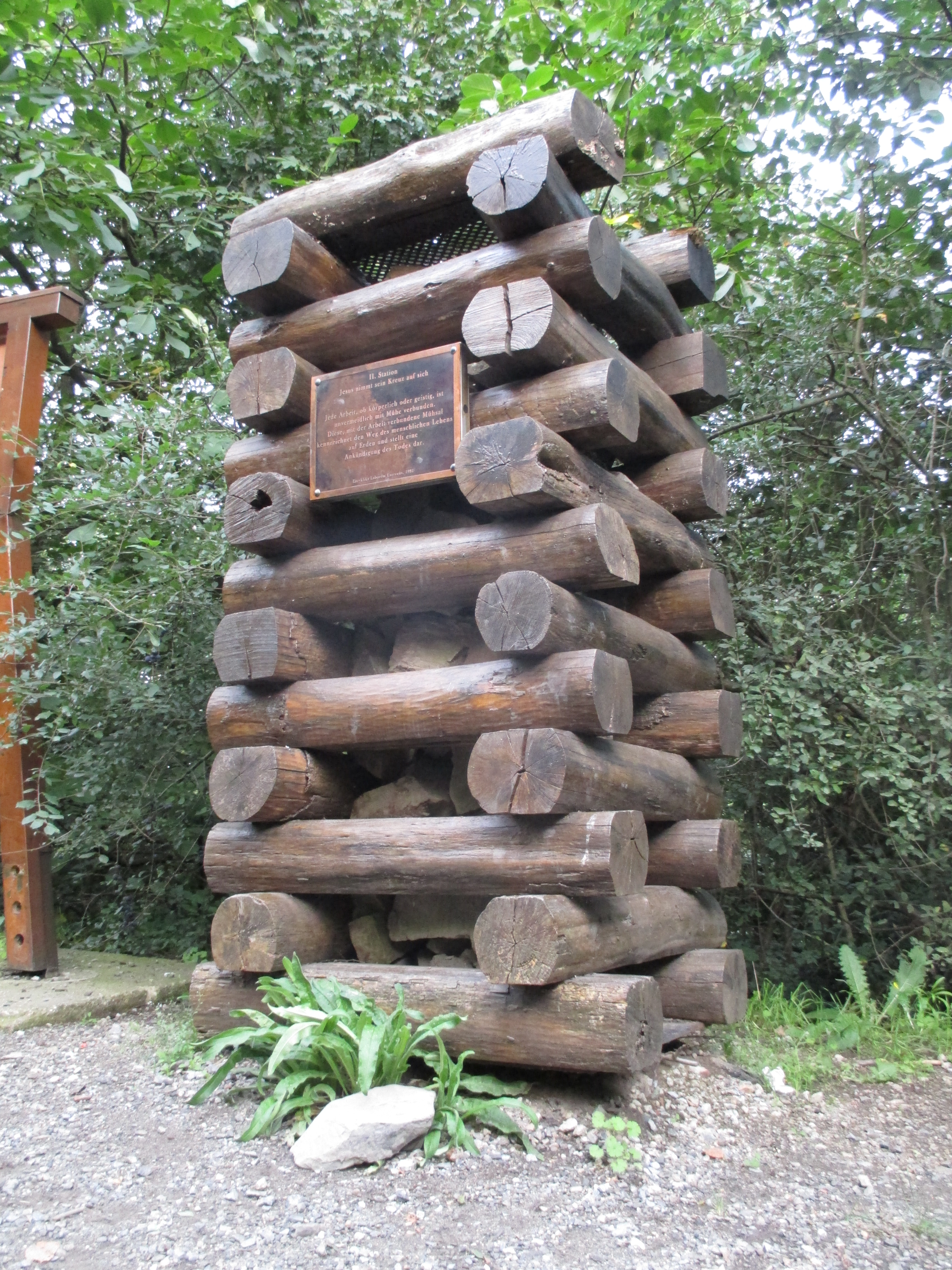
Station 2: Der Bergekasten

An der 2. Station findet sich ein Bergekasten. Diese Stützkästen aus aufeinander geschichteten Schwellen wurden im Innenraum mit Steinen (Bergen) ausgefüllt. Die Bergekästen wurden vom Liegenden (Boden) bis zum Hängenden (Deckel) aufgeschichtet und bildeten eine „Mauer“ die den ausgekohlten Hohlraum vom Rest des Grubendebäudes trennte. Diese Art der Streckentrennung ist heute nicht mehr üblich.
Zitat:
"Jede Arbeit, ob körperlich oder geistig, ist unvermeidlich mit Mühe verbunden. Diese mit der Arbeit verbundene Mühsal kennzeichnet den Weg des menschlichen Lebens auf Erden und stellt eine Ankündigung des Todes dar".
Enzyklika Laborem Execens. 1981
Aussage:
Wir dürfen auch vor mühsamen Aufgaben nicht ausweichen. Trage die Last des anderen.

### III. Erster Fall – Der Gleitbogen
Standort

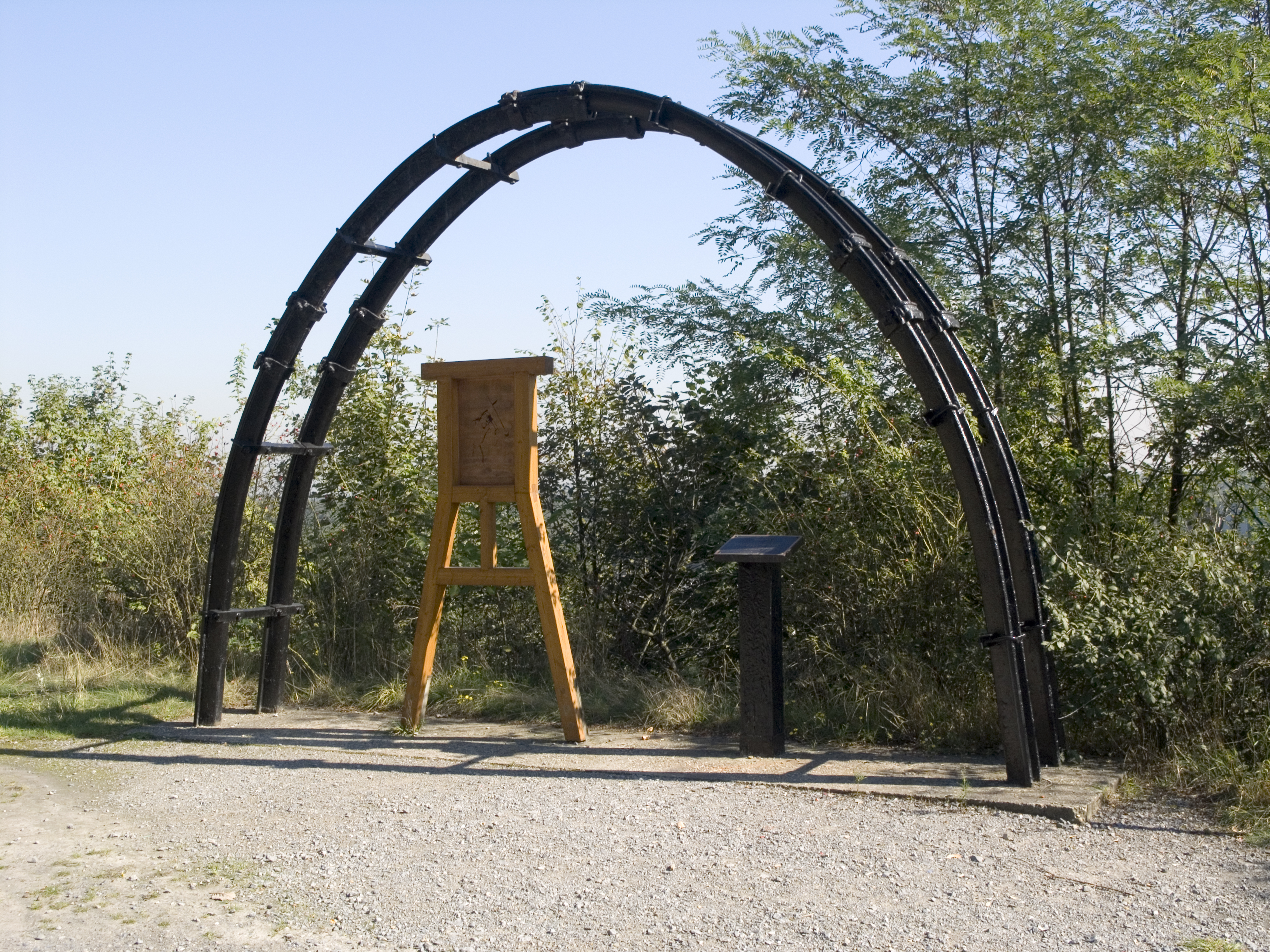
Station 3: Der Gleitbogen

Der Gleitbogen an der 3. Station diente im Bergbau zum Streckenausbau. Durch seine Halbkreisform bietet er eine hohe Stabilität. Bei zu hoher Belastung ist der Bogen in der Lage nachzugeben. Die Profile schieben sich dann ineinander und werden nicht beschädigt.
Zitat:
"Arbeitslosigkeit verletzt fast immer die Würde dessen, den sie trifft, und droht sein Leben aus dem Gleichgewicht zu bringen". Weltkatechismus, 1992
Aussage:
Belastungen dürfen uns nicht erdrücken. Stelle dich schützend vor die Schwachen.

### IV. Jesus begegnet seiner Mutter – Der Tonnenwagen
Standort

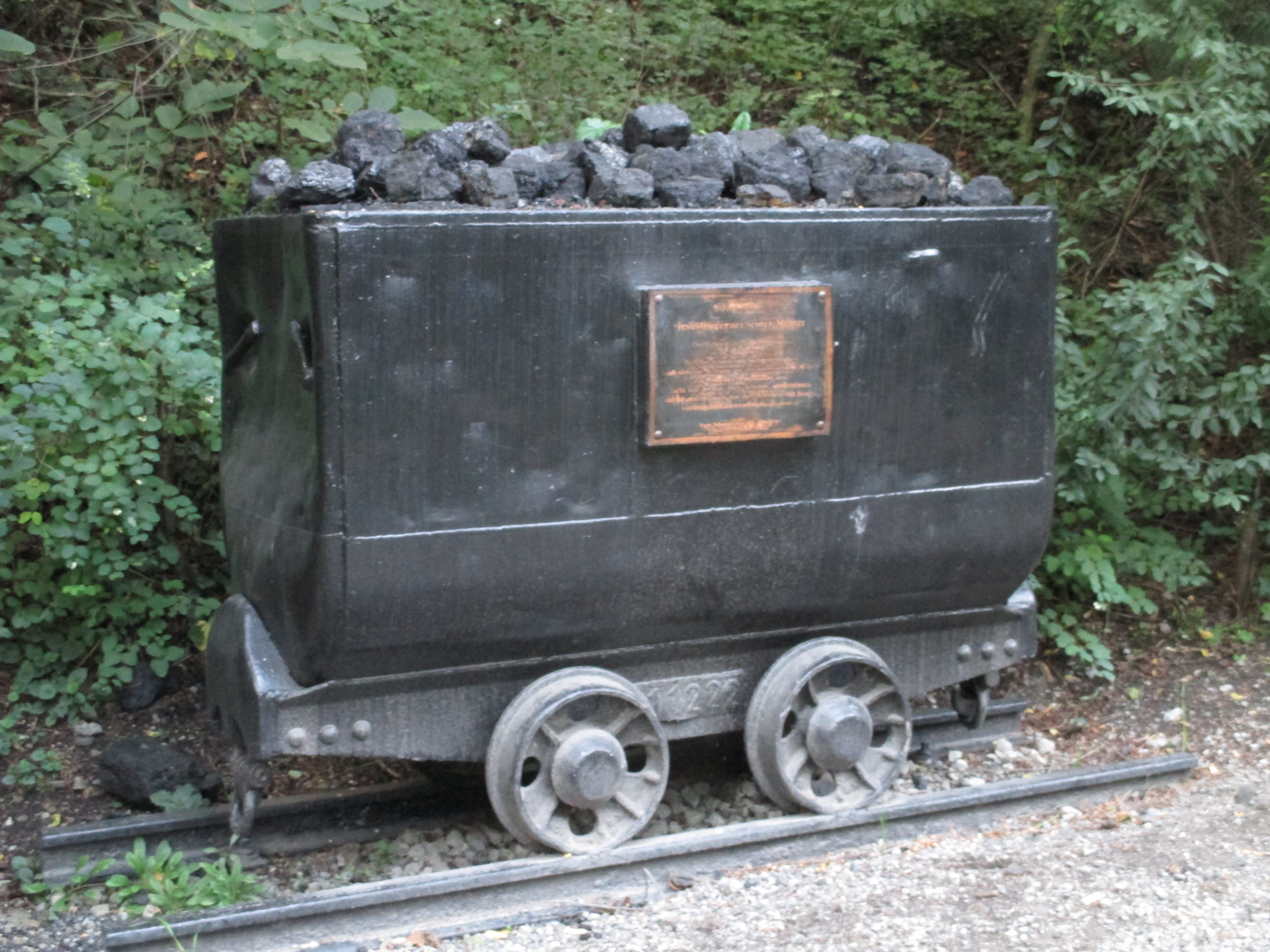
Station 4: Der Tonnenwagen

Ein mit Steinkohle gefüllter Tonnenwagen begegnet man an der 4. Station. Mit den gleisgebundenen Transportwagen wurde Kohle und anderes Schüttgut verladen.
Zitat:
"Die Lebenskraft des Ruhrgebiets ist die Solidarität. Bei aller geforderten Sachgerechtigkeit muss stets die Achtung vor der unantastbaren Würde des Menschen bestimmend sein, nicht nur der einzelnen Arbeiter, sondern auch ihren Familien, nicht nur der Menschen von heute, sondern der kommenden Generationen".
Papst Johannes Paul II., 2. Mai 1987, Bergwerk Prosper-Haniel
Aussage:
Leben besteht aus Austausch und Weitergabe. Kumpel, gib die Hoffnung nicht auf! (Ermutigung der Bergleute)

### V. Simon von Cyrene – Reibungsstempel mit Van-Wersch-Kappe
Standort

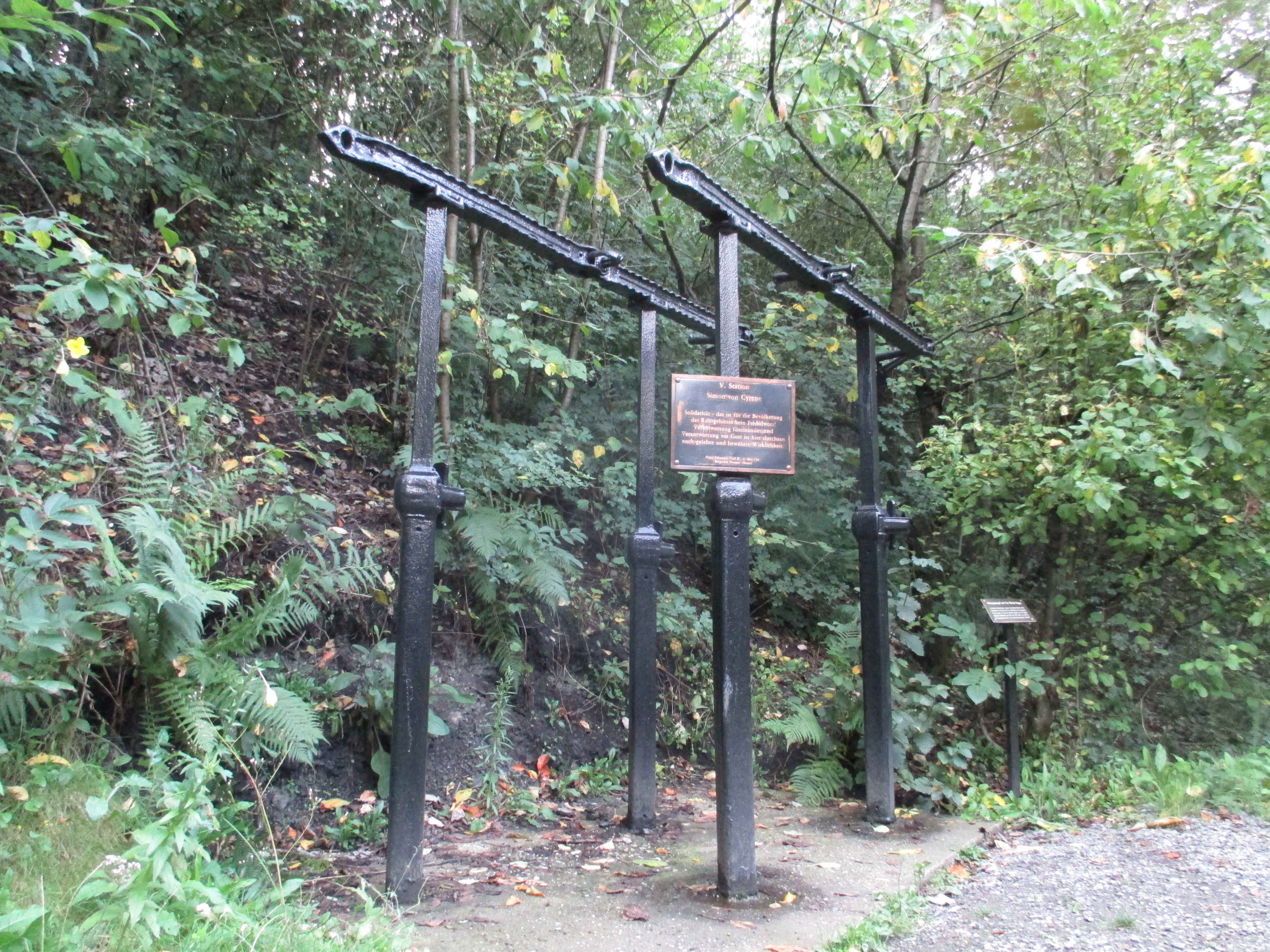
Station 5: Reibungsstempel mit Van-Wersch-Kappe

Im Strebausbau der 1960er und 1970er Jahre setzte man Reibungsstempel mit Van-Wersch-Kappe ein. Als Van-Wesch-Kappen bezeichnet man die gezahnten Stahlgussstreben mit Gelenk. An der Öse konnte mit Bolzen ein weiteres Trägerelement befestigt werden. Sie dienten zur Abstützung des Hängenden (Decke) und ersetzten den Ausbau mit Holz und Bahnschienen.  Durch Reibelemente kontrollierte man das Ineinanderschieben der zweiteiligen Metallstempel. Heute nur noch in Ausnahmefällen gebräuchlich. Allgemein werden statt Reibestempel Hydraulikstempel benutzt.
Zitat:
"Solidarität – das ist für die Bevölkerung des Ruhrgebiets kein Fremdwort! Verantwortung füreinander und Verantwortung vor Gott ist hier durchaus noch gelebte und bewährte Wirklichkeit".
Papst Johannes Paul II., 2. Mai 1987, Bergwerk Prosper-Haniel
Aussage:
Das Leben besteht aus gegenseitiger Hilfe.  Hilf anderen, andere helfen dir.

### VI. Veronika hält das Schweißtuch – Der Türstockausbau
Standort

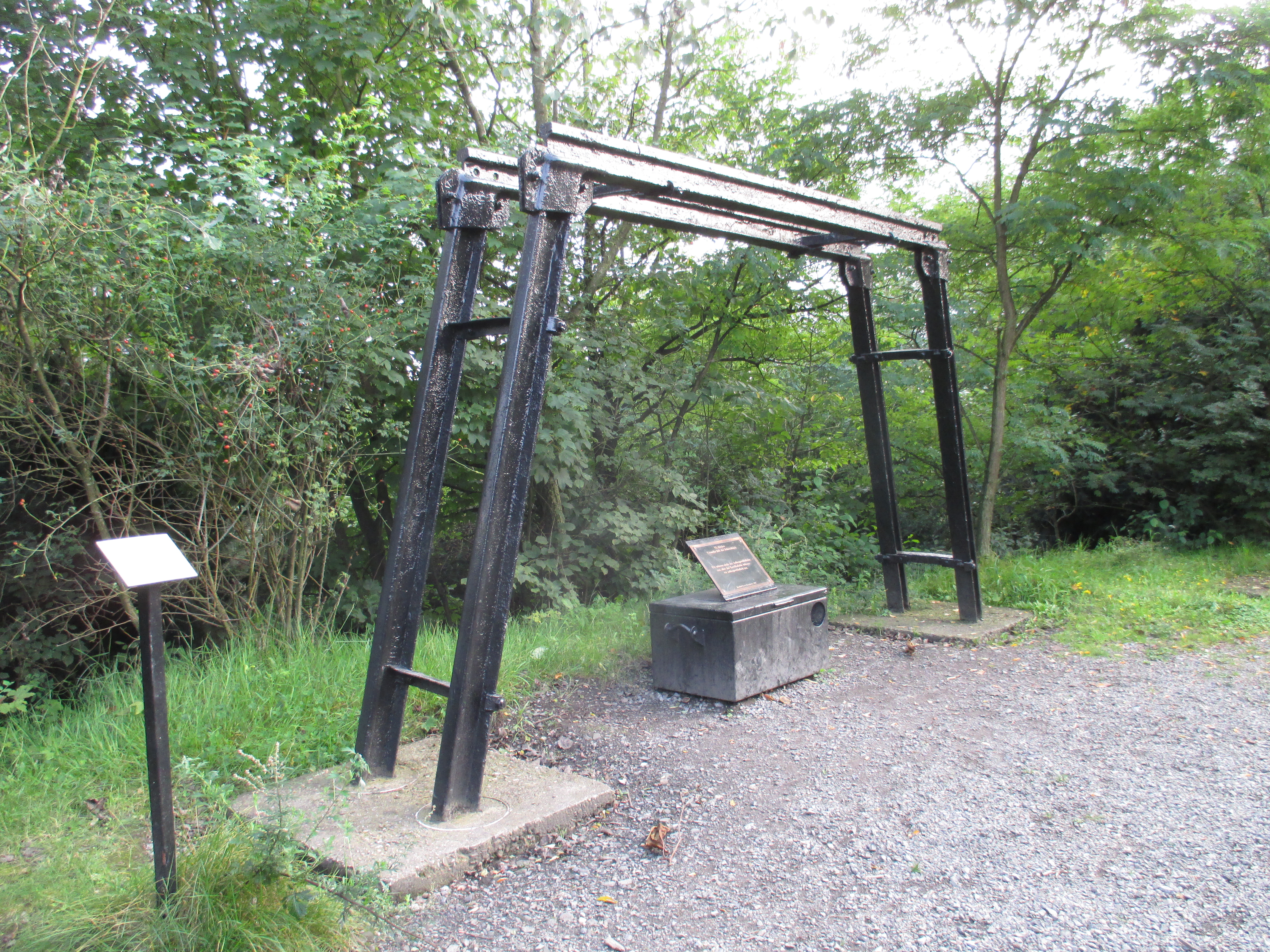
Station 6: Türstockausbau

Bevor es den Bogenausbau gab nutzte man den Türstockausbau. Er ist die älteste bekannte Ausbauform im Bergbau. Die trapezförmige Konstruktion aus Holz oder Stahl stützte die Decke des Stollens. Er ist heute kaum noch gebräuchlich.
Zitat:
"Wir müssen nicht das Außergewöhnliche tun, aber das Gewöhnliche müssen wir außergewöhnlich tun".
Bischof Franz Hengsbach, 1983
Aussage:
Der Alltag trägt unser Leben. Hoffnung und Glaube geben Geborgenheit.

### VII. Zweiter Fall – Die Seilscheibe
Standort

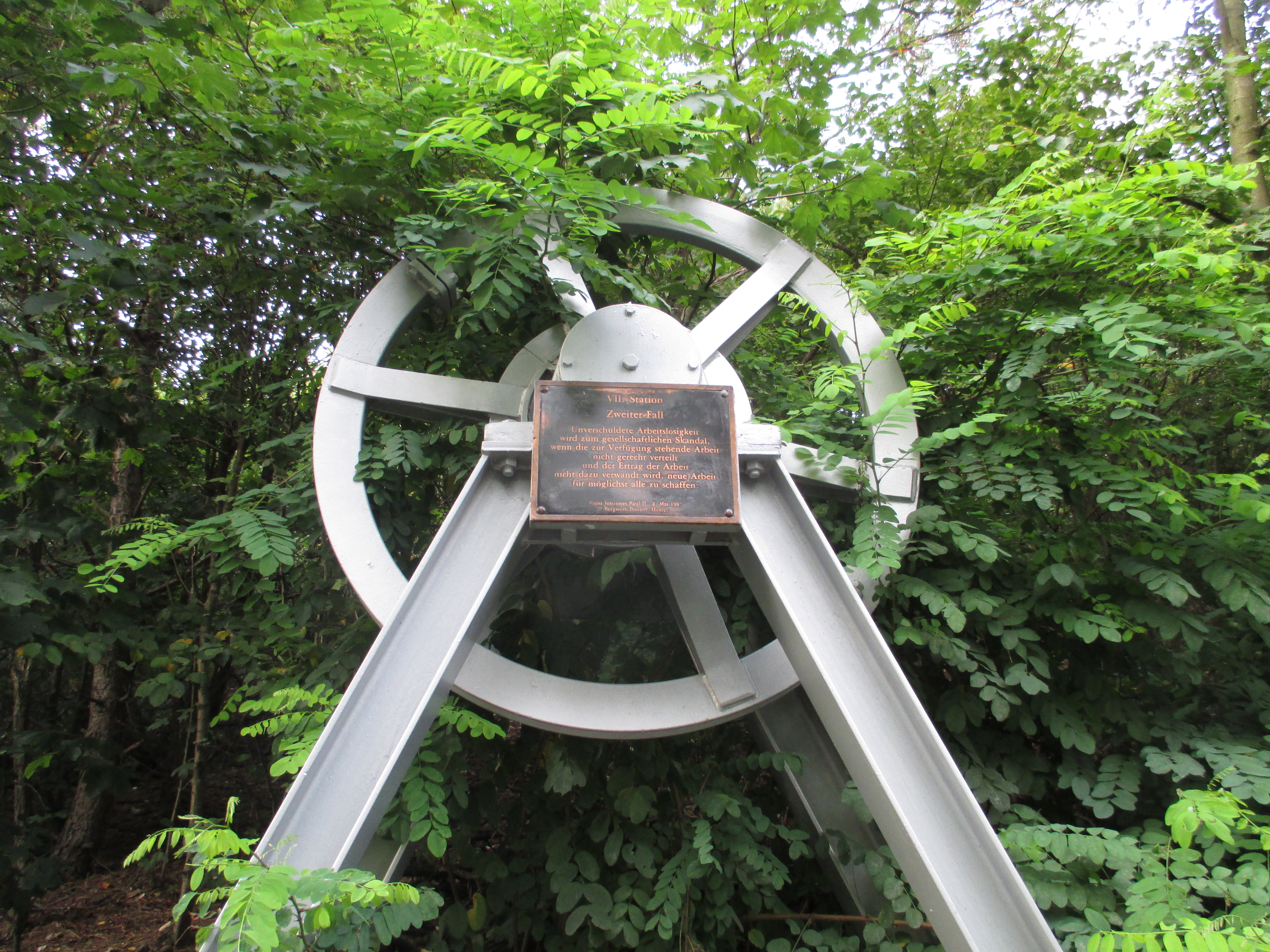
Station 7: Die Seilscheibe

Der zweite Fall wird symbolisch durch eine Seilscheibe dargestellt. Das Rillenrad diente zur Umlenkung des Förderseils.
Zitat:
"Unverschuldete Arbeitslosigkeit wird zum gesellschaftlichen Skandal, wenn die zur Verfügung stehende Arbeit nicht dazu verwandt wird, neue Arbeit für möglichst alle zu schaffen".
Papst Johannes Paul II., 2. Mai 1987, Bergwerk Prosper-Haniel
Aussage:
Aus der Dunkelheit gibt es Wege zum Licht. Seid wachsam und lasst unsere Kumpel nicht in die Tiefe fallen.

### VIII. Weinende Frauen – Der Fahrungswagen
Standort

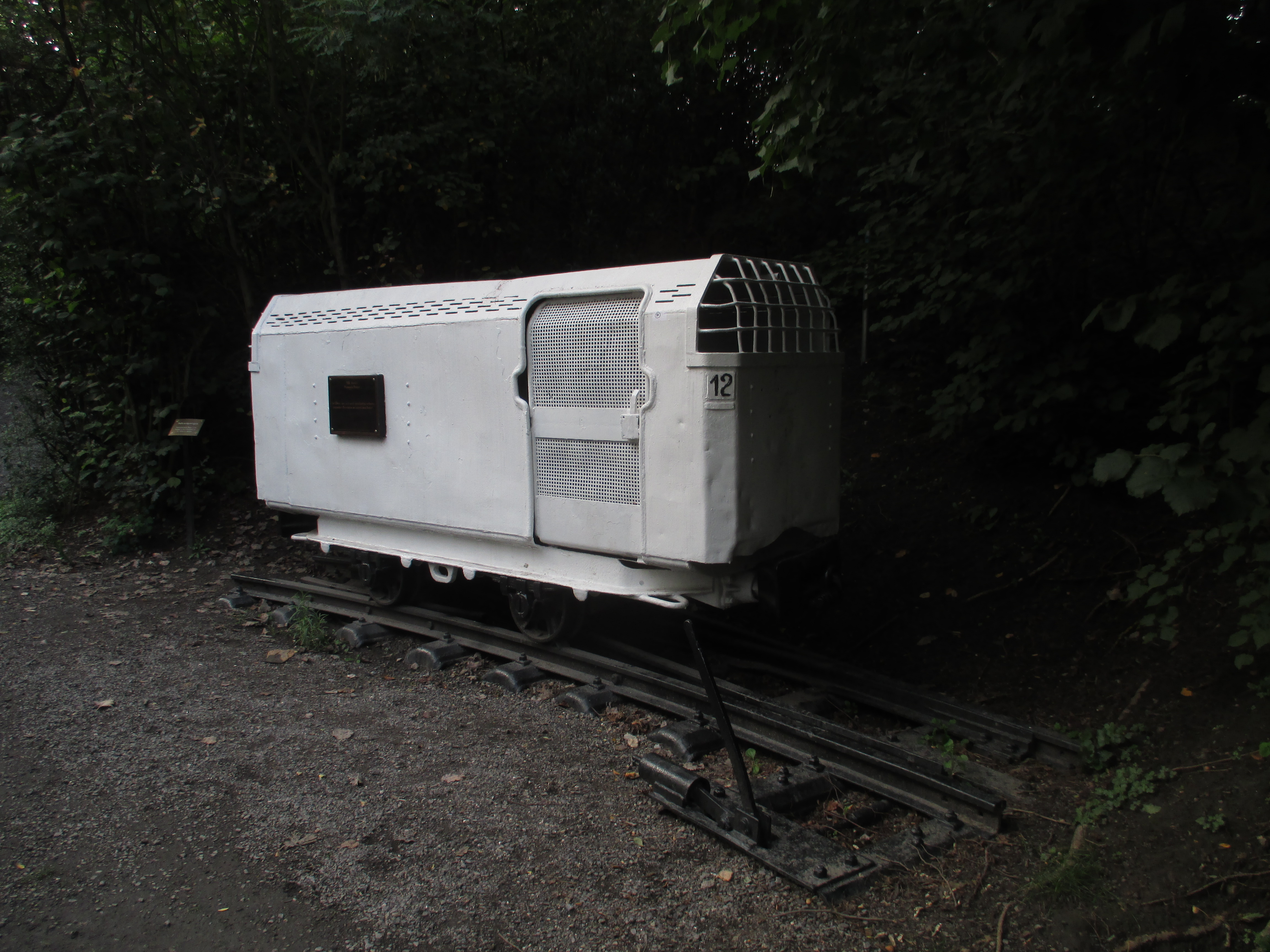
Station 8: Der Fahrungswagen

Bei dem weißen Schienenfahrzeug handelt es sich um einen Fahrungswagen. In solchen Wagons fuhren die Bergleute mit der Grubenbahn zu ihren Arbeitsplatz Unter Tage ein.
Zitat:
"Der Christ darf sich nicht gleichgültig verhalten gegenüber Zuständen im natürlichen Leben".
Nikolaus Groß, Bergmann, Opfer der Nationalsozialisten
Aussage:
Zielstrebigkeit gibt dem Leben Sinn. Nicht passiver Beistand, sondern aktive Hilfe ist unsere Aufgabe.

### IX. Dritter Fall – Der Förderkorb
Standort

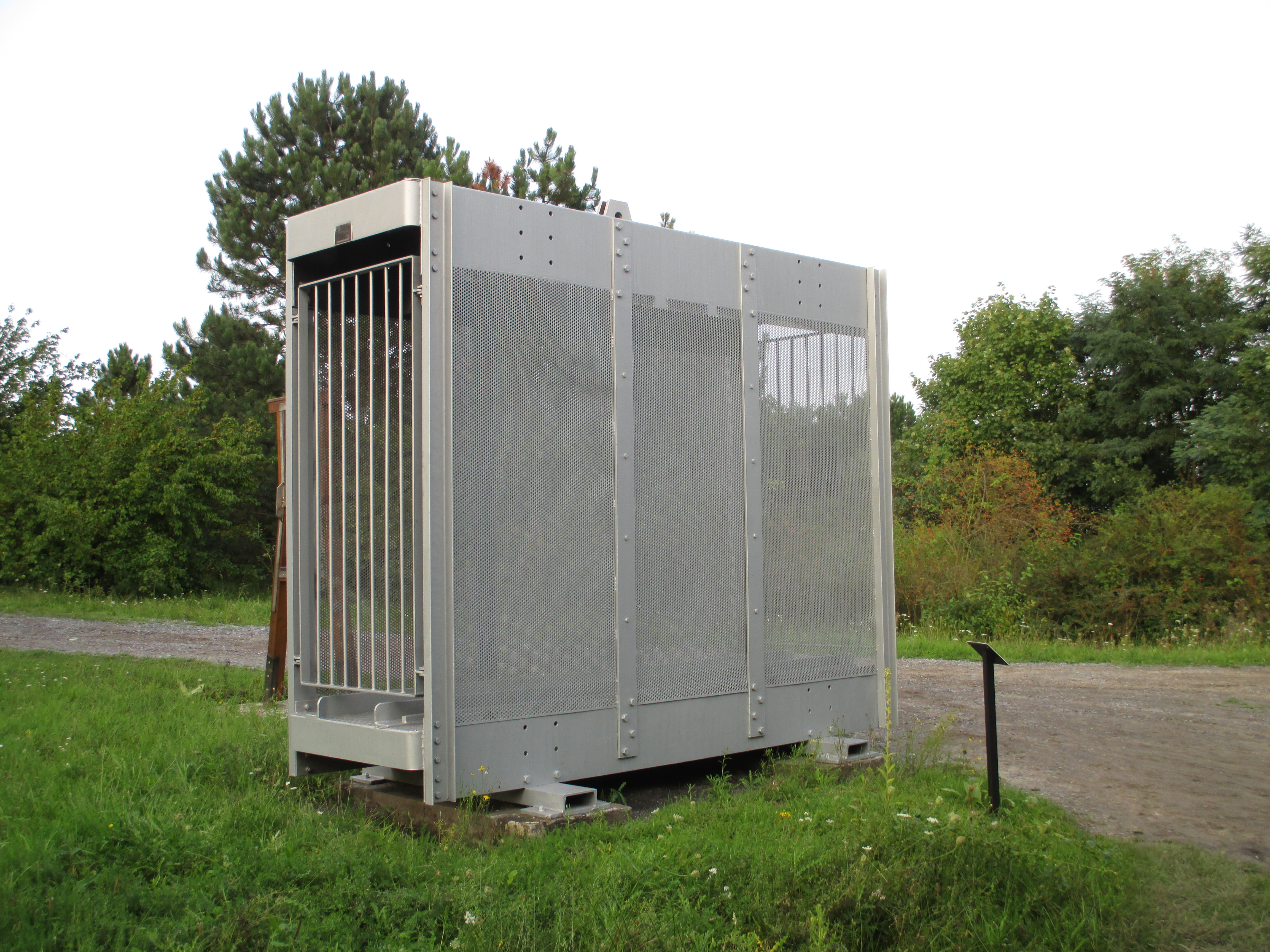
Station 9: Der Förderkorb

Der Förderkorb an der 9. Station stellt bergbaugerätschaftlich den „Dritten Fall“ in der Prozession dar.  Am Förderseil hängend dienen diese Gestelle als Aufzug, mit dem Personen, Förderwagen und Materialien im Schacht transportiert werden.
Zitat:
"Technischer Fortschritt und Umstrukturierung dürfen nicht auf dem Rücken der Menschen durchgeführt werden. Nicht der Mensch ist für die Wirtschaft da, die Wirtschaft ist für den Menschen da".
Bischof Franz Hengsbach, 1987
Aussage:
Jeder braucht Halt in seinem Leben, damit er nicht ins Leere fällt. Nächstenliebe und Hilfsbereitschaft ist unser Auftrag.

### X. Beraubung der Kleider – Der Abbauhammer
Standort

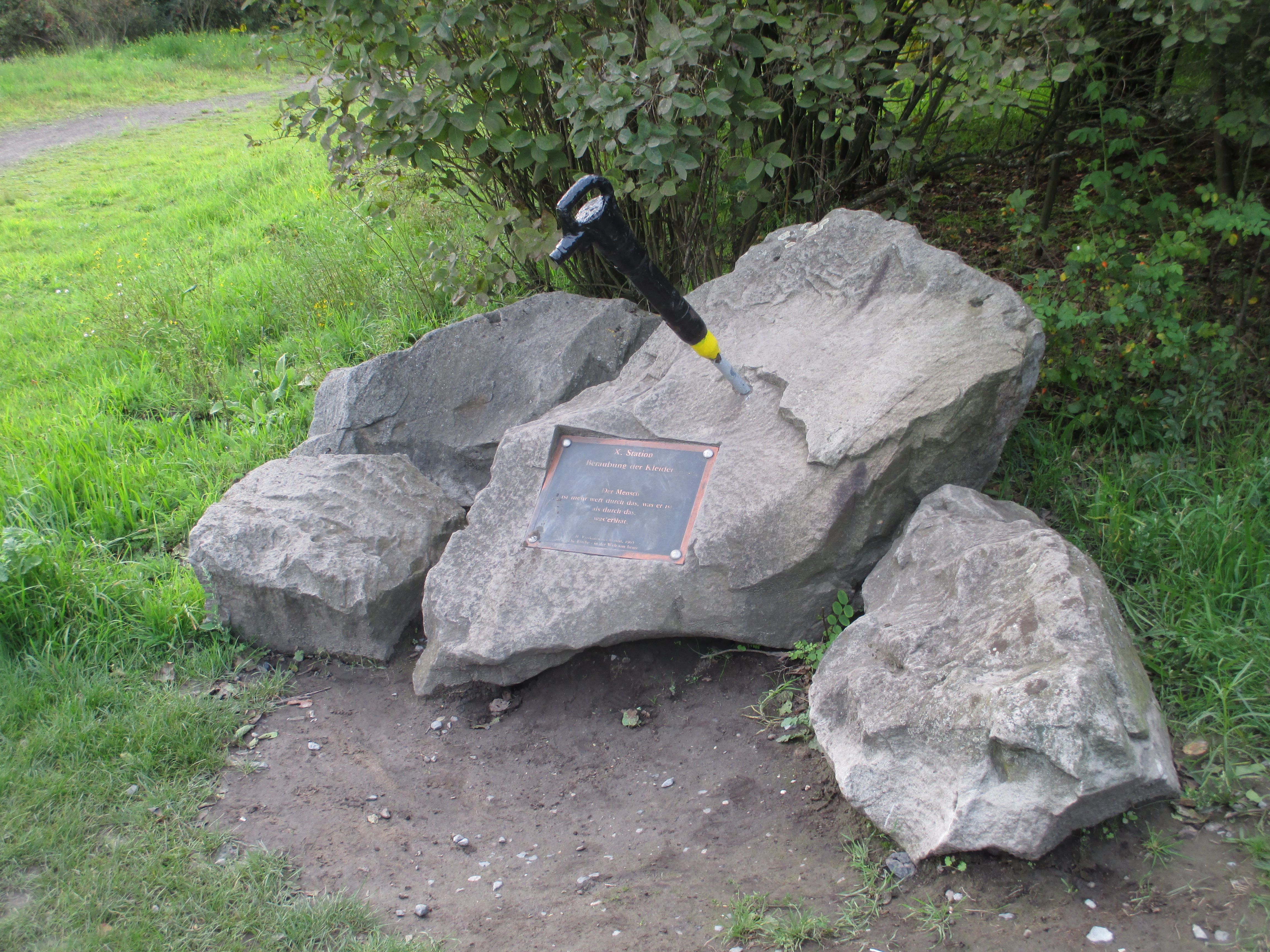
Station 10: Der Abbauhammer

Um die Kohle aus dem Stoß (Wand) zu brechen benutzte man früher eine Hacke. Der druckluftbetriebene Abbauhammer erleichterte diese Arbeit. Bei der 10. Station des Kreuzweges steckt das Werkzeug im Gestein.
Zitat:
"Der Mensch ist mehr wert durch das, was er ist, als durch das was er hat".
II. Vatikanisches Konzil, 1905, Die Kirche in der Welt von heute
Aussage:
Sinnloses nehmen ist Raub. Oft wird die Reinheit erniedrigt und die Gemeinheit triumphiert.
„Wir waren immer für euch da, steht jetzt zu uns!“. (Aufschrei der Kumpel)

### XI. Annagelung – Der Walzenkörper
Standort

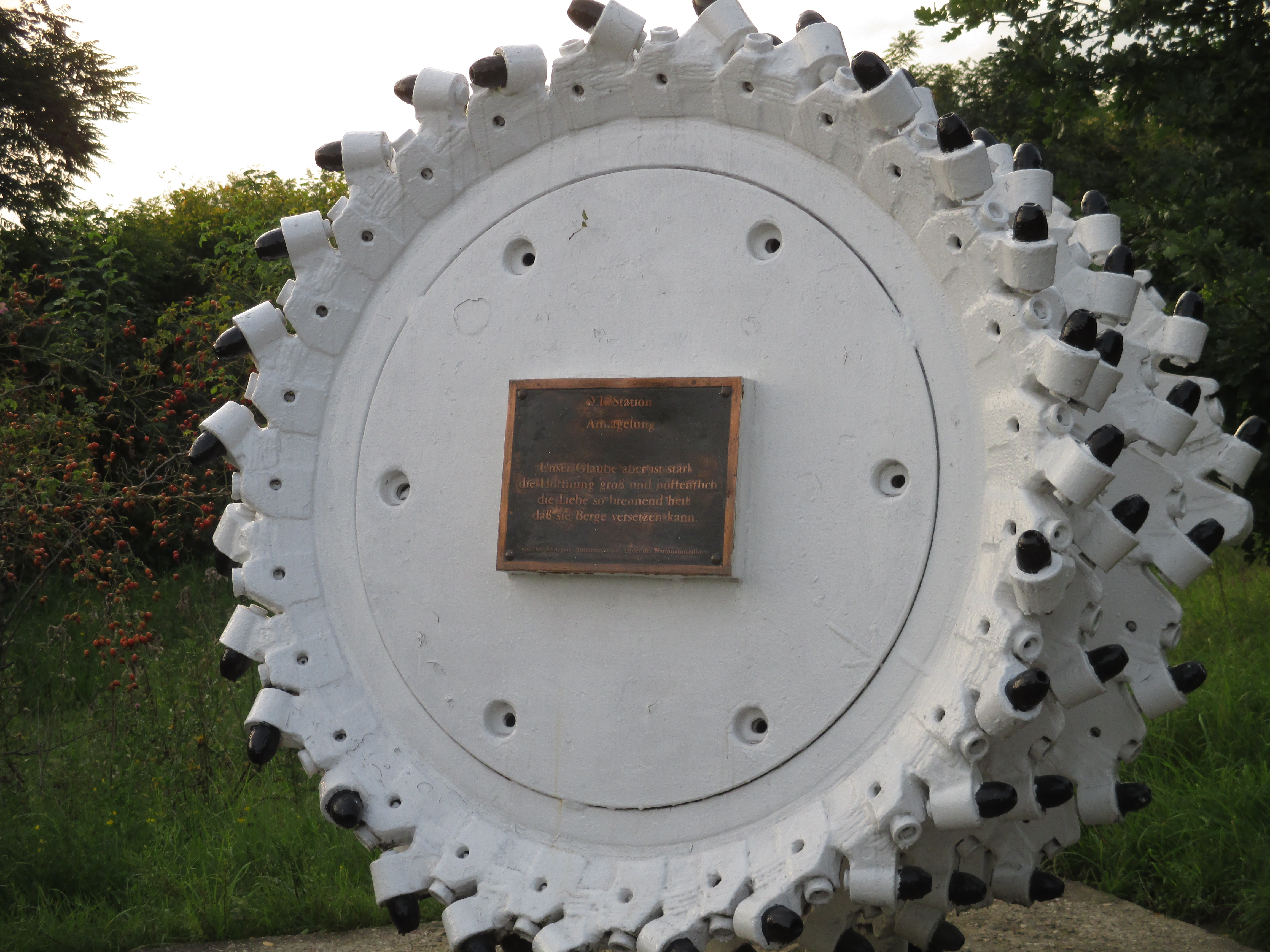
Station 11: Der Walzenkörper

Die 11. Station wird durch eine Schrämmwalze dargestellt.  Der mit Meißeln bestückte schneckenförmigen Aufsatz gehört zu einem Schrämmlader. Mit ihm wird die Kohle aus dem Flöz herausgeschnitten.
Zitat:
"Unser Glaube aber ist stark, die Hoffnung groß und hoffentlich die Liebe so brennend heiß, daß sie Berge versetzen kann".
Gottfried Könzgen, Arbeitssekretär, Opfer der Nationalsozialisten
Aussage:
Ausweglosigkeit ist immer eine Täuschung. Bekämpfe das Böse und setze dich für das Gute ein.

### XII. Jesus stirbt am Kreuz – Kreuz aus Spurlatten
Standort

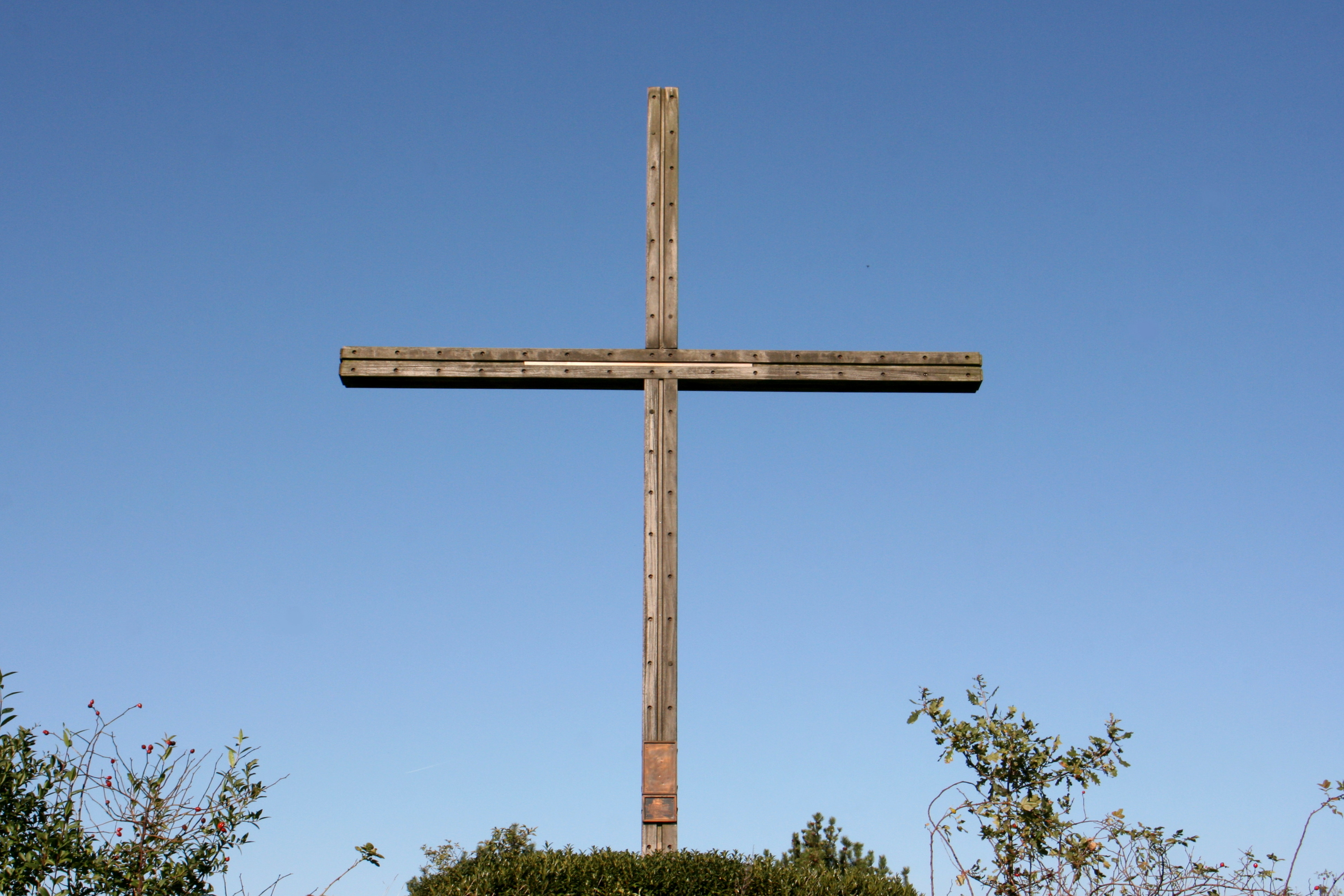
Station 12: Spurlattenkreuz

Das Kreuz aus Spurlatten ist das älteste Exponat des Bergbaukreuzweges. Es wurde 1987 anlässlich des Papstbesuches Johannes Paul II.  angefertigt und von diesen geweiht. Die Aufstellung auf der Halde erfolgte 1992. 1992 war hier mit 126 m der höchste Punkt der Halde. Sie wurde später um einige Meter aufgeschüttet. Traditionell findet dort (beinahe) jedes Jahr zu Karfreitag eine Prozession mit Gottesdienst statt. Als Altar dient ein Förderwagen mit einer Tischplatte. Eine Gedenktafel erinnert an den Papstbesuch.
Zitat am Altar:
"Die Arbeit gehört zum Menschen. Sie ist Ausdruck seiner Ebenbildlichkeit mit Gott und so unverzichtbarer Beitrag menschlicher Würde".
Papst Johannes Paul II., 2. Mai 1987, Bergwerk Prosper-Haniel
Zitat am Kreuz:
"Wer zu diesem Kreuz aufblickt ist in seinem Leiden, in seiner Not, in seinen Ängsten nicht allein. Wer zu diesem Kreuz aufblickt, darf mit seinem Kreuz zu dem gehen, der selbst das Kreuz des Lebens kennen gelernt, getragen und durchlitten hat"
Bischof Hubert Luthe, 17. April 1992
Aussage:
Verbindungen führen unser Leben. Wie die Arbeit zum Menschen gehört, gehört auch die Suche nach der Wahrheit im Kreuz zum Menschen.

### XIII. Jesus wird vom Kreuz genommen und in den Schoß seiner Mutter gelegt – Der Kettenkratzförderer (Panzer)
Standort

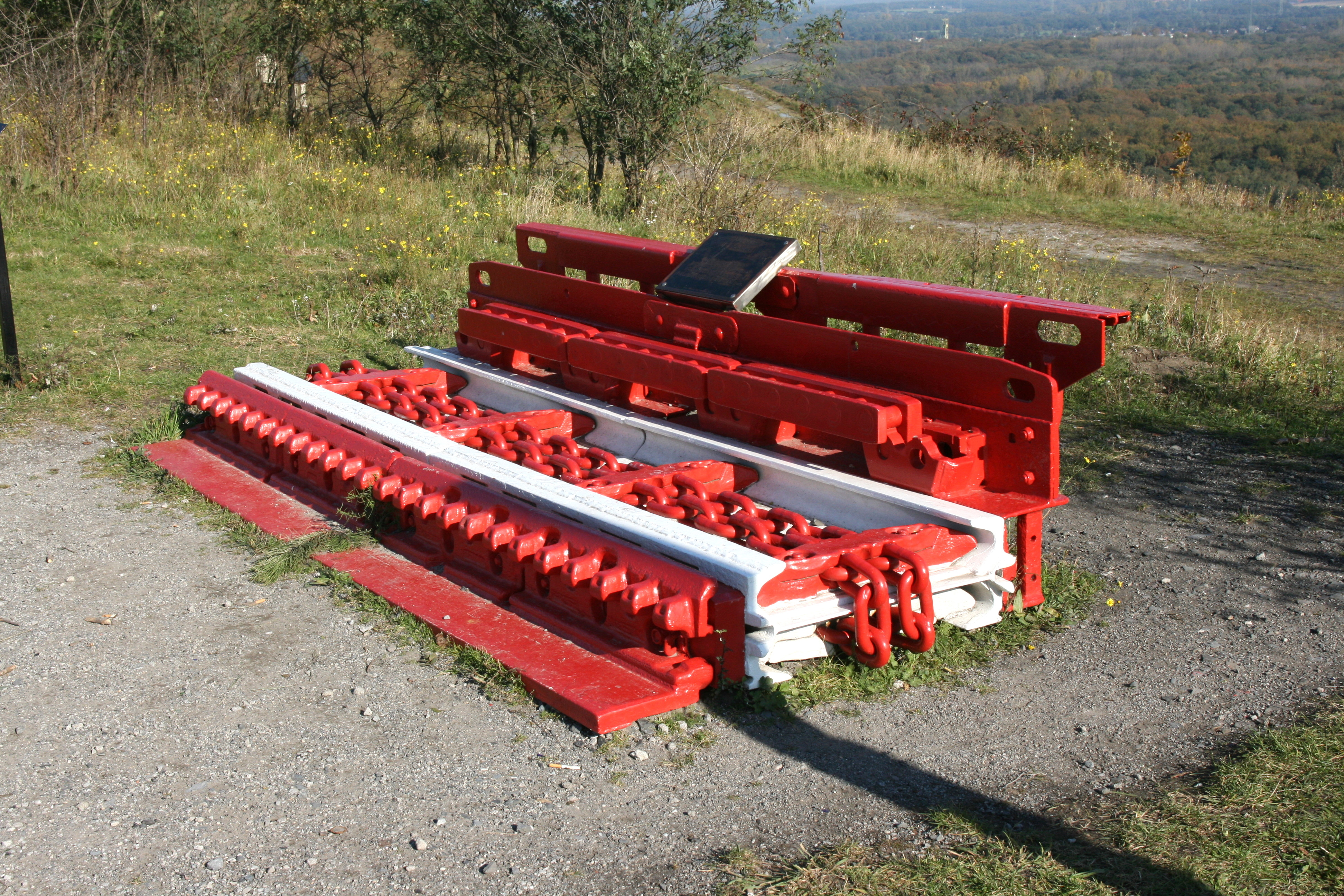
Station 13: Der Kettenkratzförderer (Panzer)

Der Schoß der Mutter ist ein rot lackierter Kettenkratzförderer. Die Geräte werden auch „Panzer“ genannt. Sie werden meistens im Abbaubereich eingesetzt. Der mit Meißeln bestückte Hobelkörper wird mittels einer Endloskette am Kohlenstoß entlang gezogen und schält dabei die Kohle aus dem Flöz. Kettenkratzförderer ersetzten ab den 1950er Jahren die Schüttelrutsche.
Zitat:
"Das einzige, was ich in meinem Leben für meine Familie noch tun kann, ist die Treue in den alltäglichen Dingen".
Eine Mutter aus unserer Zeit
Aussage:
Auch in Tiefpunkten geht das Leben weiter. Beware und fördere das Gute, immer und überall.

### XIV. Grablegung – Der Schildausbau
Standort

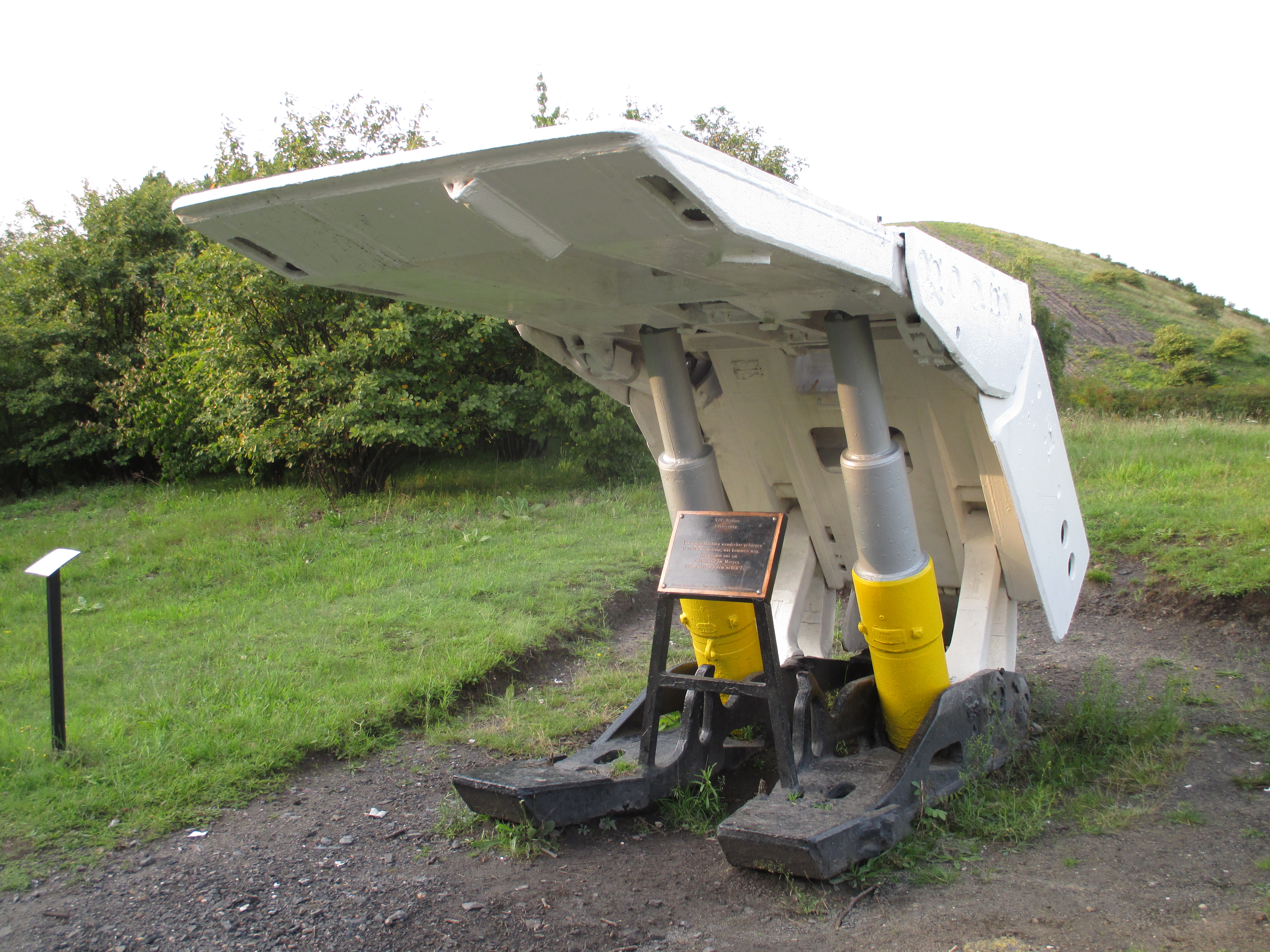
Station 14: Der Schildausbau

Der Schildausbau dient als hydraulisches Gerüst und schützt die Bergarbeiter vor herabstürzenden Gestein. Die Automatisierung ermöglicht einen effizienteren Abbau Untertage, da die Schutzschilde nicht mehr von Hand eingebaut und versetzt werden müssen. Von der offenen Seite wird das Flöz abgebaut.
Zitat:
"Von guten Mächten wunderbar geborgen erwarten wir getrost, was kommen mag. Gott ist mit uns am Abend am Morgen und gewiss an jedem neuen Tag".
Dietrich Bonhoeffer, evangelischer Theologe, Opfer der Nationalsozialisten
Aussage:
Geborgenheit ermöglicht Leben. Memento Mori (Gedenke der Toten)

### XV. Auferstehung – Der Greifer
Standort

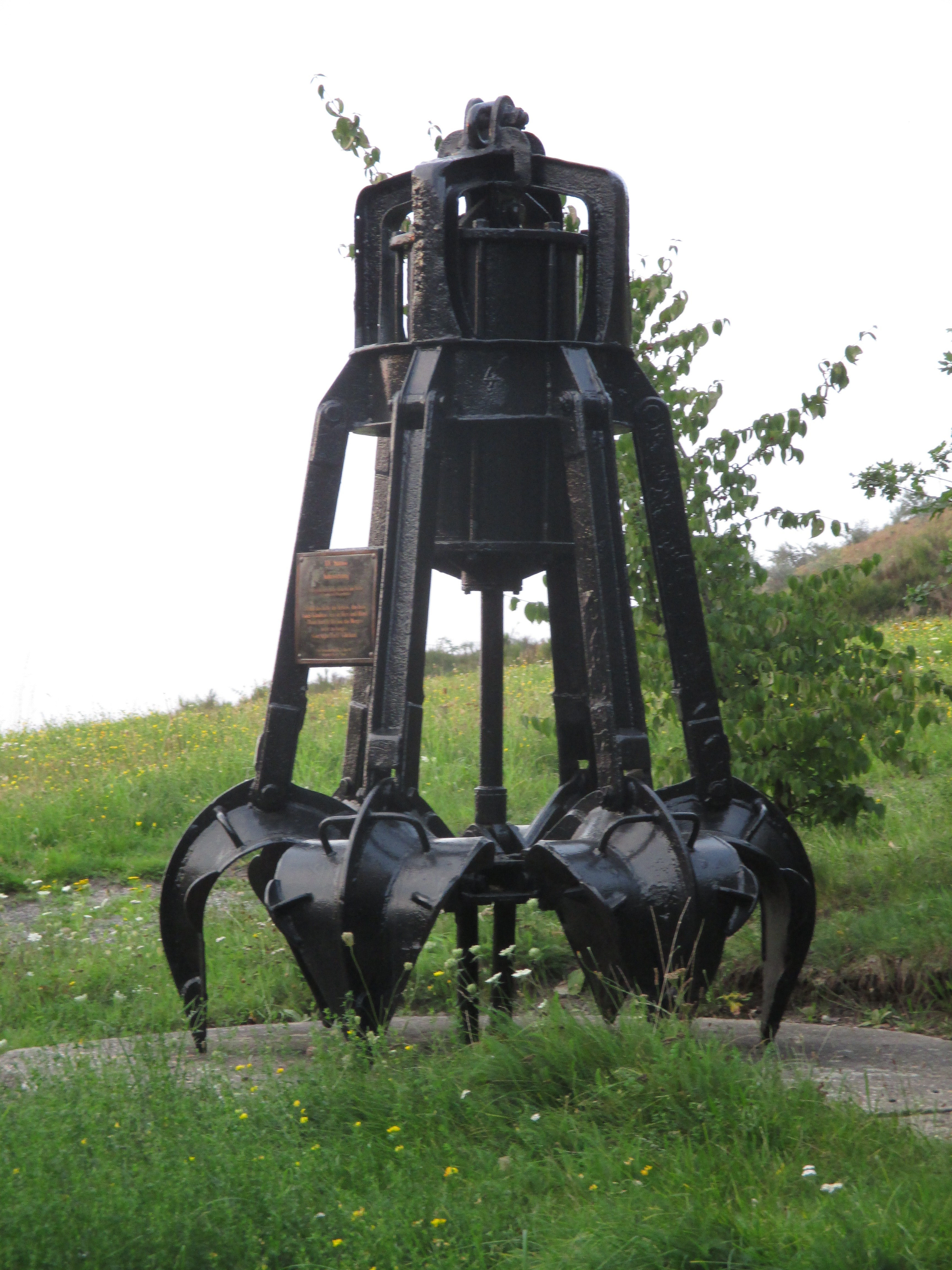
Station 15: Der Greifer

Außergewöhnlich für diesen Kreuzweg endet die Passion nicht an der 14. Station. Einige Meter hinter dem Schildausbau steht ein Greifer. Dieser symbolisiert als 15. Station die Auferstehung. Mit dem Greifer wird das beim Abteufen des Schachtes gelöste Gestein in den Teufkübel geladen.
Zitat:
"Haltet das Licht des Lebens, das Licht Eures Glaubens, fest in Herz und Hand! Dann braucht ihr um das Morgen nicht zu bangen. Gott segne Euch! Glückauf!"
Papst Johannes Paul II, 2. Mai 1987, Bergwerk Prosper-Haniel
Aussage:
Ergriffen und Aufgehoben. ...und er hat sein helles Licht bei der Hand... (Aus einem alten Bergmannslied.)